# Pristomerus coracinus
Pristomerus coracinus là một loài tò vò trong họ Ichneumonidae.